# Patrycja Klarecka
Patrycja Klarecka (ur. 1974) – polska menedżerka, w latach 2016–2018 prezes Polskiej Agencji Rozwoju Przedsiębiorczości.

## Życiorys
Absolwentka Uniwersytetu Ekonomicznego w Poznaniu na kierunku polityka gospodarcza i strategia przedsiębiorstw. 
Była konsultantką w agencji public relations. Pracowała następnie na stanowiskach menedżerskich w: PZU (2002–2004), Telewizji Polskiej (2004–2010), gdzie kierowała Ośrodkiem Mediów Interaktywnych, Banku Zachodnim WBK (2010–2014), gdzie była dyrektorem ds. nowych mediów, i na Giełdzie Papierów Wartościowych w Warszawie (2014–2016). W latach 2016–2018 prezes Polskiej Agencji Rozwoju Przedsiębiorczości. W latach 2018–2024 członkini zarządu Orlenu.
Była członkinią rad nadzorczych: Fundacji GPW i IAB Polska, a także członkinią zarządu Fundacji Charytatywnej PZU. Reprezentowała TVP w Crossmedia Group przy Europejskiej Unii Nadawców.
Wykładowczyni na Wyższej Szkole Dziennikarskiej w Warszawie i konsultantka w Wyższej Szkole Bankowej w Poznaniu.